# Veysel Karani, Baykan
Ziyaret là một xã thuộc huyện Baykan, tỉnh Siirt, Thổ Nhĩ Kỳ. Dân số thời điểm năm 2008 là 6.965 người.